# پروستردنی بتشوا
پروستردنی بتشوا (به چکی: Prostřední Bečva) یک منطقهٔ مسکونی در جمهوری چک است که در ناحیه وستین واقع شده‌است. پروستردنی بتشوا ۲۳٫۴۴ کیلومتر مربع مساحت و ۱٬۶۸۲ نفر جمعیت دارد و ۴۷۰ متر بالاتر از سطح دریا واقع شده‌است.